# Tjocknäbbad dopping
Tjocknäbbad dopping (Podilymbus podiceps) är en amerikansk fågelart som tillhör familjen doppingar.

## Kännetecken

### Utseende
Tjocknäbbad dopping är en kompakt liten dopping, inte olik en grovnäbbad smådopping (Tachybaptus ruficollis) i vinterdräkt men avsevärt större, i storleksklass med svarthakedopping (Podiceps auritus) med en kroppslängd på 31-38 centimeter. I fjäderdräkten är den färglöst tecknad i gråbrunt, med mörkare nacke och rygg samt en påtaglig vit akter. Sommartid är den mycket grova och tjocka näbben vitaktig med ett karakteristiskt lodrätt band mitt på. Den har vidare vit ögonring och svart haka. Vintertid saknas bandet över näbben i princip helt och hakan är ljus.

### Läten
Hane tjocknäbbad dopping ljuder en rytmisk serie med kuttrande och klunkande läten. Även ett nasalt tjatter kan höras.

## Utbredning och systematik
Arten häckar i tempererade områden i Nord- och Sydamerika. Den delas vanligtvis upp i tre underarter med följande utbredningsområde:
- Podilymbus podiceps podiceps – från norra Kanada över hela USA och Mexiko till nordvästra Sydamerika.
- Podilymbus podiceps antarcticus – lever i östra och södra Sydamerika
- Podilymbus podiceps antillarum – finns på de karibiska öarna

Ibland förirrar sig enstaka exemplar över till Europa genom stormar, med ett 50-tal fynd från Storbritannien men även Azorerna, Norge, Irland, Spanien, Frankrike, Nederländerna och Island.
DNA-studier har visat att den utdöda atitlándoppingen genetiskt är en del av tjocknäbbad dopping.

## Levnadssätt
Tjocknäbbad dopping påträffas i dammar, vikar och andra öppna vattenytor, vanligen nära växtlighet. Den ses ensam eller i smågrupper. Fågeln dyker efter vattenlevande insekter, kräftor och småfisk.
Fågeln lägger två till tio ägg som ruvas i 23-27 dagar. Ungarna lämnar boet dagen efter kläckning och tillbringar stora delar av första veckan genom att rida på en föräldders rygg.

## Status och hot
Arten har ett stort utbredningsområde och en stor population med stabil utveckling. Utifrån dessa kriterier kategoriserar internationella naturvårdsunionen IUCN arten som livskraftig (LC).